# Hrebelkî, Brovarî
Hrebelkî (în ucraineană Гребельки) este un sat în comuna Svitîlnea din raionul Brovarî, regiunea Kiev, Ucraina.

## Demografie
Componența lingvistică a localității Hrebelkî
     Ucraineană (93,59%)
     Rusă (5,13%)
Conform recensământului din 2001, majoritatea populației localității Hrebelkî era vorbitoare de ucraineană (93,59%), existând în minoritate și vorbitori de rusă (5,13%).